# The Siket Disc
The Siket Disc è un album compilation in studio del gruppo statunitense Phish. Fu messo a disposizione per il download sul sito della band il 3 giugno 1999, mentre il cd fu pubblicato dalla Elektra Records e distribuito ai negozi solo il 7 novembre 2000.
The Siket Disc è composto di materiale sviluppato durante le lunghe sessioni di creazione dell'album The Story of the Ghost ai Bearsville Studio. I brani sono estratti selezionati tra le migliori improvvisazioni delle cosiddette "Ghost Sessions". Il tastierista dei Phish Page McConnell selezionò il materiale da inserire in questa compilation e si occupò della masterizzazione. Il nome del disco è un omaggio al fonico John Siket.
L'album è quasi interamente strumentale e le poche linee vocali al suo interno sono vocalizzazioni quasi completamente prive di parole. Il materiale contenuto in The Siket Disc è assai diverso dalle jam session che si possono ascoltare nei live dei Phish, o dalle performance strumentali dei dischi in studio: l'atmosfera è più pacata, assimilabile ai generi ambient e ad un approccio post-rock.
I soli brani "My Left Toe" e "What's the Use?" sono stati più volte inseriti nel repertorio dal vivo dei Phish, mentre "Quadrophonic Toppling" e "The Happy Whip and Dung Song" sono stati eseguiti una sola volta.
Il bassista dei Phish, Mike Gordon, dichiarò che The Siket Disc era il disco più ascoltato dai membri del gruppo durante le trasferte notturne in autobus dell'anno 2000, e che rende perfettamente l'atmosfera di quei viaggi.

## Tracce
1. My Left Toe (Anastasio) - 4:47
2. The Name is Slick (Anastasio) - 3:59
3. What's the Use? (Anastasio) - 11:19
4. Fish Bass (Fishman) - 1:11
5. Quadrophonic Toppling (Gordon) - 1:58
6. The Happy Whip and Dung Song (Anastasio) - 5:29
7. Insects (Anastasio) - 3:11
8. Title Track (McConnell) - 1:00
9. Albert (Anastasio) - 2:18

## Formazione
- Trey Anastasio - chitarra, voce
- Page McConnell - tastiere, voce
- Mike Gordon - basso, voce
- Jon Fishman - batteria, voce